# Hibbertia vestita
Hibbertia vestita är en tvåhjärtbladig växtart som beskrevs av Allan Cunningham och George Bentham. Hibbertia vestita ingår i släktet Hibbertia och familjen Dilleniaceae. Utöver nominatformen finns också underarten H. v. thymifolia.